# Zdzisław Patoła
Zdzisław Patoła (ur. 1946 w Klimontowie Sosnowieckim) – pułkownik dyplomowany Wojska Polskiego.

## Wykształcenie
- 1965–1969 – podchorąży w Oficerskiej Szkole Wojsk Obrony Przeciwlotniczej w Koszalinie
- 1975–1978 – słuchacz w Akademii Wojsk Obrony Przeciwlotniczej w Kijowie

## Kariera zawodowa
- 1969–1978 – 111 Pułk Artylerii Przeciwlotniczej w Zgorzelcu
  - dowódca plutonu ogniowego
  - dowódca baterii armat przeciwlotniczych.
- 1978–???? – starszy oficer, szef rozpoznania związku taktycznego
- ????–???? – zastępca szefa sztabu, starszy oficer operacyjny związku taktycznego
- 1983–1984 – szef sztabu 69 pułku artylerii przeciwlotniczej w Lesznie
- 1984–1987 – dowódca 69 pułku artylerii przeciwlotniczej w Lesznie
- 1987–1989 – dowódca 61 Brygady Artylerii WOPL w Skwierzynie
- 1989–1990 – zastępca szefa Wojsk OPL Śląskiego Okręgu Wojskowego
- 1990–1996 – szef Wojsk OPL ŚOW
- 1996–2000 – komendant Wyższej Szkoły Oficerskiej Wojsk Obrony Przeciwlotniczej w Koszalinie
- 2000–2002 – szef Wojsk Obrony Przeciwlotniczej
- 2002 – przeniesiony w stan spoczynku

## Awanse służbowe
- podporucznik – 1969
- porucznik –
- kapitan –
- major –
- podpułkownik –
- pułkownik –